# Arba Minch (flygplats)
Arba Minch är en flygplats i Etiopien. Den ligger i den sydvästra delen av landet, 400 km söder om huvudstaden Addis Abeba. Arba Minch ligger 1 187 meter över havet. Den ligger vid sjön Ābaya Hāyk'.
Terrängen runt Arba Minch är kuperad åt sydväst, men åt nordost är den platt. Runt Arba Minch är det ganska tätbefolkat, med 172 invånare per kvadratkilometer. Närmaste större samhälle är Ārba Minch' (95 373 invånare (2012)), 4,5 km väster om flygplatsen. Omgivningarna runt Arba Minch är en mosaik av jordbruksmark och naturlig växtlighet.